# Mišić
Mišići su djelatni aktivni pokretači tijela. Radom mišića upravlja središnji živčani sustav.

## Ljudski mišići
U ljudskom ih tijelu ima 752, a zajedno s kostima oni pokreću ljudsko tijelo. Svi tjelesni mišići čine oko 40% mase ljudskog tijela, a mišićna masa muškaraca u prosjeku je oko 15% veća od one u žena.

### Vrste mišića
Mišiće izgrađuje mišićno tkivo koje može biti:
Poprečnoprugasto mišićno vlakno je tvorba nastala nepotpunom diobom mišićnih stanica, pa imaju poprečne pruge i više jezgara. Od njega su građeni mišići vezani uz kosti. Rade pod utjecajem naše volje.
Srčano mišićno tkivo je poprečnoprugasto uzdužno povezano. Ujednačeni srčani ritam kontrolira autonomni živčani sustav i hormoni, stoga jedino oni mogu utjecati na njegov izmijenjeni rad.
Glatko mišićno tkivo kontrolirano je autonomnim živčanim sustavom ili hormonima. Građeno je od vretenastih stanica s jednom jezgrom. Bez glatkih mišića hrana ne bi mogla prolaziti tijelom, a mokraćni mjehur funkcionirao bi sasvim drugačije.
S embriološkog aspekta jako je bitno razlikovati mišiće po njihovu postanku. Svi skeletni (poprječnoprugasti, voljni) mišići nastaju iz paraksijalnog mezoderma (svi osim mišića šarenice koji nastaju iz ektoderma očnog vrča). Glatko i srčano mišićje nastaju od visceralnog mezoderma

## Građa mišića
Mišićna vlakna spajaju se u snopove, koje poput odjeće obavija ovojnica od vezivnog tkiva. U svako mišićno vlakno ulazi ogranak živčanog vlakna kako bi ga potaknuo na rad. Snopićima hranu i kisik donose sitne žilice (kapilare), usput odnoseći ugljikov dioksid i štetne tvari. Manji mišić čini nekoliko snopića, a veći mišići mogu imati i stotine snopića. Svaki je mišić obavijen ovojnicom od vezivnog tkiva na koju se nadovezuju čvrsta i savitljiva tetivna vlakna. Tetive vežu mišiće uz kosti.
Mišiće izgrađujemo tako sto ih izlažemo velikim naporima i podstičemo ih na rast. Kao primjer možemo uzeti bavljenje Bodybuildingom gdje mišići narastu i do tri puta od svoje prethodne veličine. Naravno uz sve to potrebno je imati i pravilnu ishranu, pravilni obroci koji hrane mišiće i daju im energiju.

## Vanjske poveznice
- Tresk, Anica, PMF Zagreb: Odgovori na postavljena pitanja - Biologija. Mišići i sve vezano za njihov rad i građu